# Oude Raadhuis (Wassenaar)
Het Oude Raadhuis is het voormalige gemeentehuis van Wassenaar. Het staat aan de Langstraat.
Het raadhuis werd in 1872 gebouwd. Architect J.G. van Parijs ontwierp een gebouw in neorenaissancistische stijl. Boven de ingang staat een kleine klokkentoren. Het pand vertoont veel overeenkomsten met het afgebroken voormalige raadhuis in Hillegom, eveneens een ontwerp van Van Parijs en in hetzelfde jaar gebouwd
Het pand bleef tot 1925 in gebruik als raadhuis. In 1924 had de gemeente Huize De Paauw aangekocht en in 1925 in gebruik genomen als nieuw raadhuis. Het Oude Raadhuis kreeg in 1929 een nieuwe bestemming als woon-winkelpand, waarbij de vensters op de begane grond werden vervangen door twee winkelpuien.
Het Oude Raadhuis is een gemeentelijk monument.

## Bron
- Gemeente Wassenaar - Beleid Cultureel Erfgoed, met gemeentelijke monumentenlijst en beschrijving monument Langstraat 23-27
- CIPVW.nl - Raadhuis de Paauw
- A.M. Hulkenberg, Hillegomse Geschiedenissen, Alphen aan den Rijn 1985. pp. 218. ISBN 9064711720